# Benerib
Benerib serait la seconde reine de la Ire dynastie des rois d'Égypte et l'épouse du roi Âha,,.

## Identité
Son nom signifierait « Celle qui a un cœur doux ». Cependant, aucun titre associé à la reine n'a été conservé.
De par le lieu de découverte de son nom, à savoir la tombe du roi Âha (puits B10/B15/B19) ainsi que dans une tombe (puits B14) située à proximité immédiate de cette dernière, et de par l'association de leurs noms sur plusieurs objets qui y ont été découverts, il est généralement admis qu'elle était l'une des épouses de ce souverain,, ; bien que la mère du successeur d'Âha était une certaine Khenthap selon la pierre de Palerme. Cependant, ceci n'est pas universellement accepté : par exemple, Peter Kaplony, qui lit son nom Ima(t)-ib, considère cette femme comme une fille d'Âha.

## Sépulture
La tombe de Benerib a été découverte à Abydos sur le site de Oumm el-Qa'ab (puits B14), à proximité de celle de son époux et fouillée par l'archéologue William Matthew Flinders Petrie pendant la saison de fouilles 1900-1901,,. 
Plusieurs objets y ont été découverts, dont :
- une figurine de femme en ivoire[9],[10],[11] qui pourrait représenter la reine,
- un objet polygonale en ivoire, polygonale d'ivoire, plate d'un côté et à trois faces sur l'autre côté, qui semble imiter un éclat de silex et qui porte le nom d'Horus du roi Âha[12],
- un manche en ivoire d'un éventail comportant une fente le long de l'extrémité élargie et qui porte le nom d'Horus du roi Âha[13],
- un fragment de boîte en ivoire[14],
- des objets en ivoire qui semblent imiter des éclats de silex polygonaux[13].

Un peigne et une étiquette, tous deux en ivoire et portant le nom d'Horus d'Âha et le nom de Benerib, ont également été découvert dans la tombe d'Âha.